# Epic Center
El Epic Center es un edificio de gran altura ubicado en 301 N. Main Street en la ciudad de Wichita, en el estado de Kansas (Estados Unidos). Con 97,5 metros de altura arquitectónica, es el edificio más alto de Kansas.

## Historia
La construcción del Epic Center comenzó en octubre de 1985. Se inauguró oficialmente en 1987. Creado como un atractivo para las empresas en el centro de la ciudad, el Epic Center ayudó a crear una sensación de "gran ciudad" para Wichita en un momento en que la economía fluctuaba. El edificio tiene 22 pisos sobre el nivel del suelo.
Originalmente, los planes requerían la construcción de dos torres gemelas, pero esos planes se descartaron a favor de una sola torre debido al temor de que el nivel de ocupación nunca se acercara a su capacidad. En ese momento, esto llevó a una broma local que se refería al desarrollo como "Epic Off-Center", pero ese epíteto ahora se ha olvidado en gran medida.
En 2007, en una transacción de 1.400 millones de dólares, el Epic Center, One and Two Brittany Place y otros 31 edificios fueron adquiridos por la firma de inversión inmobiliaria Behringer Harvard, cuando adquirió IPC US REIT.
En la actualidad, los inquilinos del edificio incluyen bufetes de abogados, corporaciones bancarias y de préstamos, una oficina de campo del Servicio Secreto y el FBI, y muchas otras empresas.
El Epic Center tiene 27,700 m² de espacio para oficinas. Hinkle Law Firm LLC, Allen, Gibbs & Houlik LLC y Viega LLC son sus principales inquilinos.